# Diploa ghesquiereae
Diploa ghesquiereae är en skalbaggsart som beskrevs av Louis Burgeon 1932. Diploa ghesquiereae ingår i släktet Diploa och familjen Cetoniidae. Inga underarter finns listade i Catalogue of Life.